# Río Kalamazoo

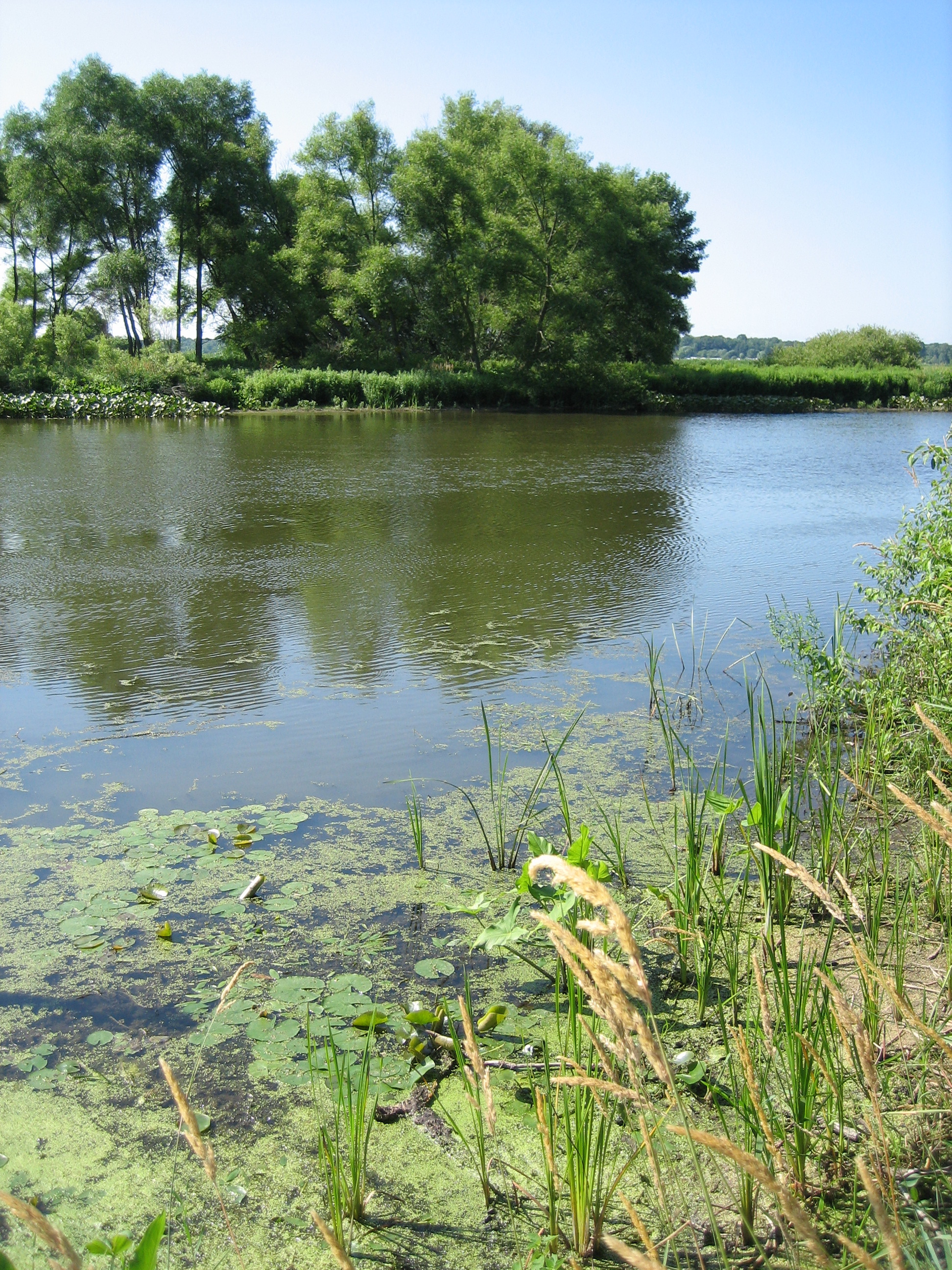
El río Kalamazoo en Saugatuck, Míchigan

El río Kalamazoo (del inglés: Kalamazoo River) es un río de la región de los Grandes Lagos del norte de los Estados Unidos, que discurre íntegramente por el estado de Míchigan. Tiene 267 km de longitud desde la fuente de su rama sur hasta el lago Míchigan. Drena una cuenca de 5.230 km², que comprende parte de diez condados del suroeste de Míchigan: Allegan, Barry, Eaton, Van Buren, Kalamazoo, Calhoun, Jackson, Hillsdale, Kent y Ottawa. El río tiene un caudal medio de 52,8 m³/s en New Richmond, por encima de su desembocadura en Saugatuck.
Las Ramas Sur (South Branch Kalamazoo) y Norte (North Branch Kalamazoo) del Kalamazoo se originan a pocos kilómetros una de la otra. La Rama Sur empieza cerca de North Adams, en Moscow Township, en el noreste del condado de Hillsdale, y fluye al norte y oeste a través de Homer, antes de juntarse con la Rama Norte en la bifurcación de Albion. La Rama Norte empieza cerca de los lagos Farewell y Pine Hills, en el sur del condado de Jackson, y fluye al noroeste a través de Concord, antes de alcanzar Albion, en el condado de Calhoun. A partir de entonces recorre terreno de los condados de Kalamazoo y Allegan.
Pasado Albion, el Kalamazoo discurre principalmente hacia el oeste a través de Marshall, Battle Creek, Augusta, Galesburg, Comstock y Kalamazoo. A partir de Kalamazoo, el río sigue principalmente hacia el norte hasta alcanzar casi Plainwell, y después continúa al noroeste a través de Otsego, Allegan, Saugatuck y, finalmente, desembocar en el lago Míchigan.
Los principales afluentes del Kalamazoo son los ríos Gun, Rabbit y Battle Creek y los arroyos Rice, Wilder, Wabascon, Augusta, Portage y Swan.

## Historia
La evidencia arqueológica indica que los humanos han habitado la cuenca del Kalamazoo continuamente durante más de 11 000 años. Cuando se produjo el contacto con los europeos, el área del Kalamazoo estaba habitada principalmente por miembros de las tribus potawatomi. El jesuita Jacques Marquette y sus compañeros fueron probablemente los primeros europeos en ver la desembocadura del Kalamazoo en 1675, cuando volvían desde Illinois. No fue hasta fines del siglo XVIII cuando los comerciantes de pieles frecuentaron el área. A principios del siglo XIX, había pequeñas comunidades a lo largo del río, incluyendo Kalamazoo. Con la introducción del ferrocarril en la década de 1840, disminuyó la importancia del río para el transporte.
A mediados del siglo XIX, varias comunidades habían crecido a lo largo del río, dependiendo de la industria y del comercio: Battle Creek, Kalamazoo, Parchment, Plainwell, y Otsego. Tras la Guerra Civil de los Estados Unidos y ya dentro del siglo XX, varias industrias florecieron, desde el cultivo del cereal hasta la industria farmacéutica o la automotriz. Varias poblaciones se dedicaron a la fabricación de papel, usando el río para el abastecimiento de agua y para descarga de residuos. Las aguas residuales, los residuos industriales y la basura contribuyeron a la polución del río. Durante muchos años, y especialmente en las décadas de 1940, 1950 y 1960, el río estuvo tan contaminado que la población lo evitaba. Al inicio de la década de 1970, con la federal Clean Water Act se hicieron esfuerzos serios para limpiar el río. Aunque hoy en día el río está más limpio, la persistente contaminación por PCB ha llevado a una legislación protectora de un tramo del río entre Kalamazoo y la presa Allegan.
Aunque la palabra Kalamazoo es de origen nativo, su significado exacto no se conoce, y se han sugerido varias definiciones.